# Pseudoernestia
Pseudoernestia é um género de plantas com flores pertencentes à família Melastomataceae.
A sua distribuição nativa encontra-se no sul da América Tropical.
Espécies:
- Pseudoernestia cordifolia (O.Berg ex Triana) Krasser
- Pseudoernestia glandulosa (Gleason) M.J.Rocha & P.J.F.Guim.